# Merab Ninidze
Merab Ninidze (in georgiano მერაბ ნინიძე?; Tbilisi, 3 novembre 1965) è un attore georgiano famoso per il ruolo del criminale fittizio Vadim Kalyagin della serie televisiva McMafia.

## Filmografia parziale

### Cinema
- Pentimento (Monanieba), regia di Tengiz Abuladze (1984)
- Luna Papa (Lunnyj papa), regia di Bahtiër Hudojnazarov (1999)
- England!, regia di Achim von Borries (2000)
- Nowhere in Africa (Nirgendwo in Afrika), regia di Caroline Link (2001)
- Bumažnyj soldat, regia di Aleksej German Jr. (2008)
- 4 Tage im Mai, regia di Achim von Borries (2011)
- Il quarto stato (Die vierte Macht), regia di Dennis Gansel (2012)
- Pod ėlektričeskimi oblakami, regia di Aleksej German Jr. (2015)
- Il ponte delle spie (Bridge of Spies), regia di Steven Spielberg (2015)
- My Happy Family (Chemi bednieri ojakhi), regia di Nana Ekvtimishvili e Simon Groß (2017)
- Una luna chiamata Europa (Jupiter holdja), regia di Kornél Mundruczó (2017)
- L'ombra delle spie (The Courier), regia di Dominic Cooke (2020)
- Senza rimorso (Without Remorse), regia di Stefano Sollima (2021)
- Delo, regia di Aleksej German Jr. (2021)
- Conclave, regia di Edward Berger (2024)
- Ap'rili, regia di Dea K'ulumbegashvili (2024)

### Televisione
- Deutschland 83 – miniserie TV, 4 puntate (2015)
- Berlin Station – serie TV, 5 episodi (2016)
- McMafia – serie TV, 8 episodi (2018)
- Homeland - Caccia alla spia (Homeland) – serie TV, 5 episodi (2018-2020)
- Treadstone – serie TV, episodi 1x07-1x08-1x10 (2019)
- Der Usedom-Krimi - serie TV, 9 episodi (2019-2021)
- Freud – serie TV, 5 episodi (2020)
- Doktor Ballouz - serie TV, 18 episodi (2021-2024)

## Doppiatori italiani
- Stefano Benassi in Nowhere in Africa, McMafia
- Christian Iansante in Luna Papa
- Franco Mannella in Una luna chiamata Europa
- Paolo Marchese in L'ombra delle spie
- Paolo Buglioni in Freud
- Gerolamo Alchieri in Conclave